# Länsklacken
Länsklacken är ett naturreservat i Borlänge kommun i Dalarnas län.
Området är naturskyddat sedan 2009 och är 180 hektar stort. Reservatet består av glesa hällmarkstallskogar och gransluttningar med några få lövträd.